# Stanisław Rzewuski (powieściopisarz)
Stanisław Aleksander Marian Witold Konrad Wacław Bronisław Leoncjusz Adam Antoni Rzewuski pseud. „Stanisław Stanisławski” (ur. 27 lipca 1864 w Wierzchowni, zm. 17 maja 1913 w Paryżu) – powieściopisarz i dramatopisarz polski i francuski, hrabia (tytuł potwierdzony w Rosji w 1885).

## Życiorys
Syn Adama, generała rosyjskiego i Jadwigi, brat Katarzyny Radziwiłłowej i bratanek słynnego w XIX wieku pisarza Henryka Rzewuskiego. Członek magnackiego rodu Rzewuskich h. Krzywda.
Odbył nauki w korpusie paziów i uniwersytecie petersburskim. Autor  zapomnianych dramatów, poematów i powieści. Około 1880 osiadł w Paryżu i pracował w redakcji „Gaulois”. Współpracował też z pismami „Figaro”, „La Commedia”, „Siecle”, „L’action”.

## Twórczość
Sztuki sceniczne
- Z przeciwnych obozów (1881)
- Optymista (1884)
- Na łaskawym chlebie
- Doktor Faustyna (1885)
- Potrzebne grzeszki (1886)
- Bez pieniędzy
- Hrabia Witold (1890); naśladownictwo Bourgeta
- Ostatni dzień Don Juana
- Cudze dzieci
- Le Justicier
- Cearzowa Faustyna
- Les rosés de bellagio

Powieści
- La criminelle
- La grande de la beauté
- Un drame a la cour de Pologne

Szkice literackie
- Młoda Francja (1888)

Rozprawy
- L’optimisme du Schopehauer

Farsy
- Nasi na Riwierze (1911)
- Kobieta, gra i wino (1912)

oraz szereg studiów literackich w języku polskim i francuskim.